# Église de la Sainte-Trinité de Sibiel

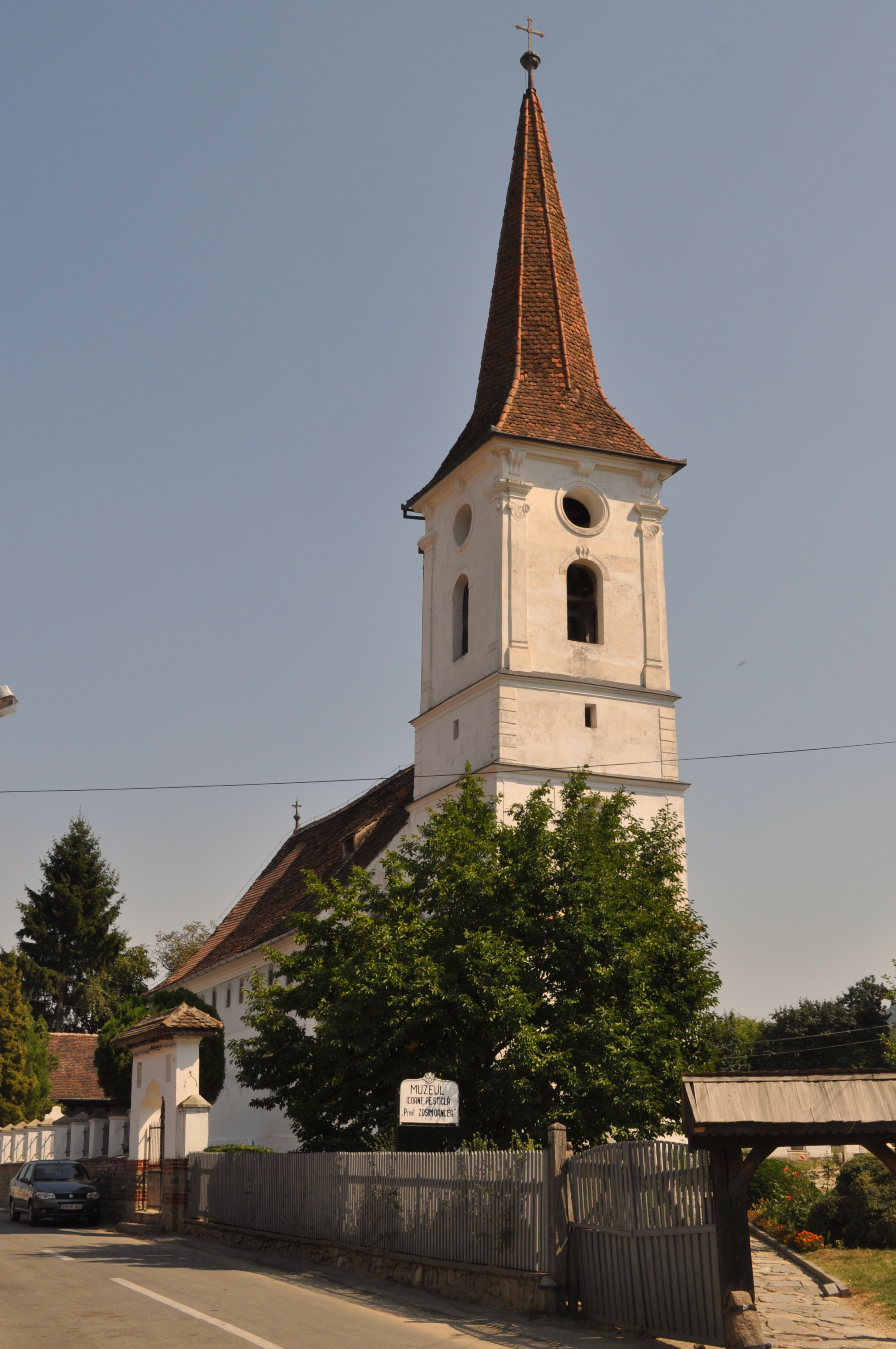
Vue de l'église orthodoxe de la Sainte-Trinité

L’église de la Sainte-Trinité est une église orthodoxe roumaine du XVIIIe siècle, située à Sibiel, en Transylvanie.
En 2010, elle a été incluse dans la liste des monuments historiques de Roumanie.

## Histoire
Avant la construction de l'église, Sibiel dépendait au XVIe siècle et au XVIIe siècle du monastère de Chilii. Celui-ci a été détruit au XVIIIe siècle et la construction de l'église a compensé cette perte.
L'édifice a été achevé en 1765, mais les décorations intérieures ont pris plus de temps à être réalisées, l'église étant véritablement terminée en 1776.
Ce sont les maîtres peintres, Stan et Iacob, fils du prêtre Radu de Rășinari, qui ont réalisé les peintures intérieures en 1774 et 1775. Ces deux peintres sont aussi connus pour avoir peint la cathédrale de la Sainte-Trinité de Blaj entre 1747 et 1749.
Quand le prêtre Zosim Oancea est arrivé en 1964, il a découvert ces fresques recouvertes par cinq couches de chaux et par la suie des cierges. Elles ont depuis été rénovées.